# Dominic Keating
Dominic Keating (nacido como Power; Leicester, 1 de julio de 1961) es un actor de teatro, cine y televisión británico conocido por sus interpretaciones de Tony en la sitcom de Channel 4 Desmond's y como el teniente Malcolm Reed en Star Trek: Enterprise.

## Temprana edad y educación
Keating nació como Dominic Power en Leicester de padre irlandés; su abuelo, un brigadier, recibió un OBE.  Su primera actuación teatral fue en el escuela primaria, como personaje de The Ragged School. Luego asistió a la Uppingham School.
Después de graduarse en la University College London con honores de primera clase en historia, probó varios trabajos antes de decidirse a ser actor profesional. Como ya había otro Dominic Power representado por el sindicato de actores Equity, tomó el apellido de su madre, Keating. Para obtener su tarjeta Equity, trabajó en un acto drag llamado Feeling Mutual.

## Carrera

### Teatro
Keating tuvo éxito en los escenarios del Reino Unido antes de trabajar como actor de cine y televisión. Originó los papeles de Cosmo en The Pitchfork Disney, de Philip Ridleyy Bryan en Amongst Barbarians, de Michael Wall por la que ganó un premio Mobil. También ha realizado trabajos escénicos en el Reino Unido y Los Angeles, incluida la obra unipersonal The Christian Brothers en King's Cross, The Best Years of Your Life en el Man in the Moon Theatre, Screamers en el Edinburgh Playhouse Festival y Alfie en el Tiffany Theater.

### Televisión
Keating recibió mayor atención por primera vez en el Reino Unido con un papel semi-regular como Tony en la sitcom de Channel 4 Desmond's (1989–95). Pasó a desempeñar un papel en Inspector Morse, y otros papeles de estrella invitada.
Después de mudarse a los EE. UU., obtuvo el papel del guerrero demoníaco Mallos en la efímera serie de 2000 The Immortal,  y protagonizó la serie de Zalman King chromiumblue.com.  También hizo apariciones especiales en Buffy The Vampire Slayer, G vs E y Special Unit 2,  y varias otras series antes de conseguir un importante papel televisivo como el teniente Malcolm Reed en Star Trek: Enterprise, que duró cuatro temporadas. Desde entonces, ha tenido papeles invitados en las series Las Vegas, Holby City y el episodio "Uncertainty Rules" de CSI: NY. 
Keating se unió al elenco del exitoso programa Heroes para su segunda temporada, interpretando a un mafioso irlandés en un arco de cuatro episodios. También fue estrella invitada en tres episodios de la serie de televisión de Fox Prison Break, y en 2010 fue estrella invitada en la serie original de FX Sons of Anarchy.

### Película
Keating ha aparecido en películas como The Hollywood Sign y The Auteur Theory, Certifiably Jonathan y Hollywood Kills, y en la versión animada de Beowulf de Robert Zemeckis. En una convención de Star Trek en Sacramento, California el 9 de septiembre de 2006, anunció que había sido elegido para interpretar a un científico australiano en la secuela de Species, Species IV. Apareció en Plugged (2007) de Tim Russ, una sátira sobre la publicidad moderna. También aparece como el hermano de Sherlock Holmes en Sherlock Holmes (2010) de Asylum, y proporcionó una voz en off en la película de Ricky Gervais The Invention of Lying (2009).

### Otros trabajos
Keating tuvo un papel de voz en off comercial en un comercial de Vidal Sassoon de principios de la década de 1990, donde su pronunciación británica de "salón" resultó en una parodia de Saturday Night Live. Ha grabado audiolibros y ha prestado su voz (sin acreditar) al personaje secundario 'Mouse' en Dragon Age: Origins de BioWare.  el recientemente apareció en comerciales de Sprint/Nextel como la estrella de rock británica ficticia Ian Westbury.
Keating fue la voz de "Kormac el Templario" en el juego para PC Diablo 3 de Blizzard Entertainment; También interpretó al jefe de mazmorra Tirathon Saltheril en la expansión World of Warcraft: Legion de Blizzard. Fue la voz de Gremlin Prescott en Epic Mickey 2: The Power of Two, habiendo proporcionado los efectos vocales de Prescott en el juego anterior.
Desde 2022 hasta 2024, fue copresentador del podcast The Shuttlepod Show con su coprotagonista de Star Trek: Enterprise, Connor Trinneer. 

### Personal
Keating estaba comprometido con la actriz Tam Nguyen, después de trabajar con ella en The Ninong.

## Filmografía

### Película
| Año  | Título                     | Rol                                | Notas                    |
| ---- | -------------------------- | ---------------------------------- | ------------------------ |
| 1994 | Shake, Rattle and Rock!    | Marc (no acreditado)               | Película para Televisión |
| 1997 | Jungle 2 Jungle            | Ian                                |                          |
| 1998 | Folle d'elle               | Chris                              |                          |
| 1999 | The Auteur Theory          | Lewis Rugglesworth                 |                          |
| 2001 | The Hollywood Sign         | Steve                              |                          |
| 2006 | Hollywood Kills            | Francis Fenway                     |                          |
| 2007 | Plugged                    | Detective Pitchman                 | Corto                    |
| 2007 | Certifiably Jonathan       | Nicholas DeBoor                    |                          |
| 2007 | The Attackmen              | Coach                              | Corto                    |
| 2007 | Species: The Awakening     | Forbes McGuire                     |                          |
| 2007 | Beowulf                    | Cain                               |                          |
| 2009 | Ninong                     | Ninong                             |                          |
| 2010 | Sherlock Holmes            | Thorpe Holmes                      |                          |
| 2011 | The One Warrior            | Merlin / Dragon's voice / Narrador |                          |
| 2016 | A Killer Walks Amongst Us  | Dobsyn                             |                          |
| 2018 | Once Upon a Time in London | Belgian Johnny                     |                          |
| 2018 | Unbelievable!!!!!          | Paramedic Hacky                    |                          |
| 2020 | Greyhound                  | Harry                              |                          |
| 2020 | The Host                   | Benjamin                           |                          |

### Televisión
| Año       | Título                   | Rol                                       | Notes                                                  |
| --------- | ------------------------ | ----------------------------------------- | ------------------------------------------------------ |
| 1989      | The Paradise Club        | Jimmy                                     | Episodio: "Crack in the Mirror"                        |
| 1989–1992 | The Bill                 | Friend 2 / Patrick Litton / Andrew Jensen | Episodios: You'll Be Back, Old Wounds y Party Politics |
| 1989–1993 | Desmond's                | Tony                                      | 36 episodios                                           |
| 1990      | Casualty                 | Ian Tilsley                               | Episode: Remembrance                                   |
| 1992      | Inspector Morse          | Murray Stone                              | Episodio: Dead on Time                                 |
| 1993      | Teenage Health Freak     | Tony St. Michael                          | Episodio: Episode No.2.6                               |
| 1995      | Love Street              | Mark                                      | Episode: Second Chance                                 |
| 1998      | Poltergeist: The Legacy  | Bryan / Jason Crenshaw                    | Episodio: Father to Son                                |
| 1999      | Buffy the Vampire Slayer | Blair                                     | Episodio: Helpless                                     |
| 1999–2000 | G vs E                   | Tomek Walenski / Sergei Draskovic         | Episodios: Orange Volvo y Immigrant Evil               |
| 2000–2001 | The Immortal             | Mallos                                    | 6 episodios                                            |
| 2001      | Special Unit 2           | Dr. Harlan Edens                          | Episode: The Wraps                                     |
| 2001–2005 | Star Trek: Enterprise    | Malcolm Reed                              | 98 episodios                                           |
| 2002      | ChromiumBlue.com         | Owen                                      | 8 episodios                                            |
| 2006      | Las Vegas                | Anthony Demby                             | Episodio: Bait and Switch                              |
| 2007      | Heroes                   | Will                                      | 4 episodios                                            |
| 2007      | Prison Break             | Andrew Tyge                               | Episodios: Interference y Photo Finish                 |
| 2008      | Holby City               | Ollie Lake                                | Episodio: Love Will Tear Us Apart                      |
| 2010      | CSI: NY                  | Rufus Knox                                | Episodio: Uncertainty Rules                            |
| 2010      | Sons of Anarchy          | Luther                                    | Episodios: Lochan Mor y Turas                          |
| 2012      | Breakout Kings           | Bob Dixon                                 | Episodio: Double Down                                  |

### Trabajo de voz
| Año  | Título                                             | Rol                                             | Notas                                        |
| ---- | -------------------------------------------------- | ----------------------------------------------- | -------------------------------------------- |
| 2000 | Starlancer                                         | Claymore – Doug McCleod                         | Videojuego                                   |
| 2009 | Dragon Age: Origins                                | Mouse (uncredited)                              | Videojuego                                   |
| 2010 | Epic Mickey                                        | Gremlin Prescott                                | Videojuego                                   |
| 2012 | Diablo III                                         | Kormac the Templar                              | Videojuego                                   |
| 2012 | Epic Mickey 2: The Power of Two                    | Gremlin Prescott                                | Videojuego                                   |
| 2013 | One of the Family                                  | Narrador                                        | Audiolibro publicado por Audible Studios     |
| 2014 | Destiny                                            | Xander 99-40 / Arcite 99-40 / City Vendor Frame | Videojuego                                   |
| 2014 | Diablo III: Reaper of Souls                        | Kormac the Templar                              | Videojuego                                   |
| 2015 | The General From America                           | Narrador                                        | Audiolibro publicado por L. A. Theatre Works |
| 2016 | World of Warcraft: Legion                          | Tirathon Saltheril                              | Videojuego                                   |
| 2016 | The Iliad: A New Translation by Caroline Alexander | Narrador                                        | Audiolibro publicado by HarperCollins        |
| 2017 | Destiny 2                                          | Male Frame / Arcite 99-40                       | Videojuego                                   |
| 2017 | The Mermaid's Daughter                             | Narrador                                        | Audiolibro publicado por HarperCollins       |